# Haumont-près-Samogneux
Haumont-près-Samogneux ist eine französische Gemeinde ohne Einwohner im Département Meuse in der Region Grand Est (bis 2015 Lothringen). Die Einwohnerzahl betrug 1911 noch 131 Einwohner, 1921 waren es noch fünf Einwohner.
Es handelt sich bei dieser Gemeinde um eines der neun im Ersten Weltkrieg während der Schlacht um Verdun vollständig zerstörten Dörfer im Département Meuse, die nie wieder aufgebaut wurden. Nach Einstellung der Feindseligkeiten wurde beschlossen, die Gemeinde zu bewahren, die zum „für Frankreich gefallenen Dorf“ erklärt wurde, in Erinnerung an die dortigen Ereignisse. Hinderungsgründe für die erneute Besiedlung waren auch die Belastung des Bodens mit Blindgängern, Resten von Giftgas, sonstigem Kriegsmaterial und den nicht bestatteten Gefallenen. Heutzutage wird die Gemeinde von einem dreiköpfigen Rat verwaltet: Die drei Personen werden vom Oberhaupt des Départements (dem Präfekten) ernannt. Haumont-près-Samogneux liegt nördlich von Verdun auf der rechten Seite der Maas. Erreichbar ist der Ort über eine Nebenstraße, die bei Samogneux von der D964 abzweigt.
Die neun zerstörten Dörfer sind Beaumont, Bezonvaux, Cumières, Douaumont, Fleury, Haumont, Louvemont, Ornes und Vaux.

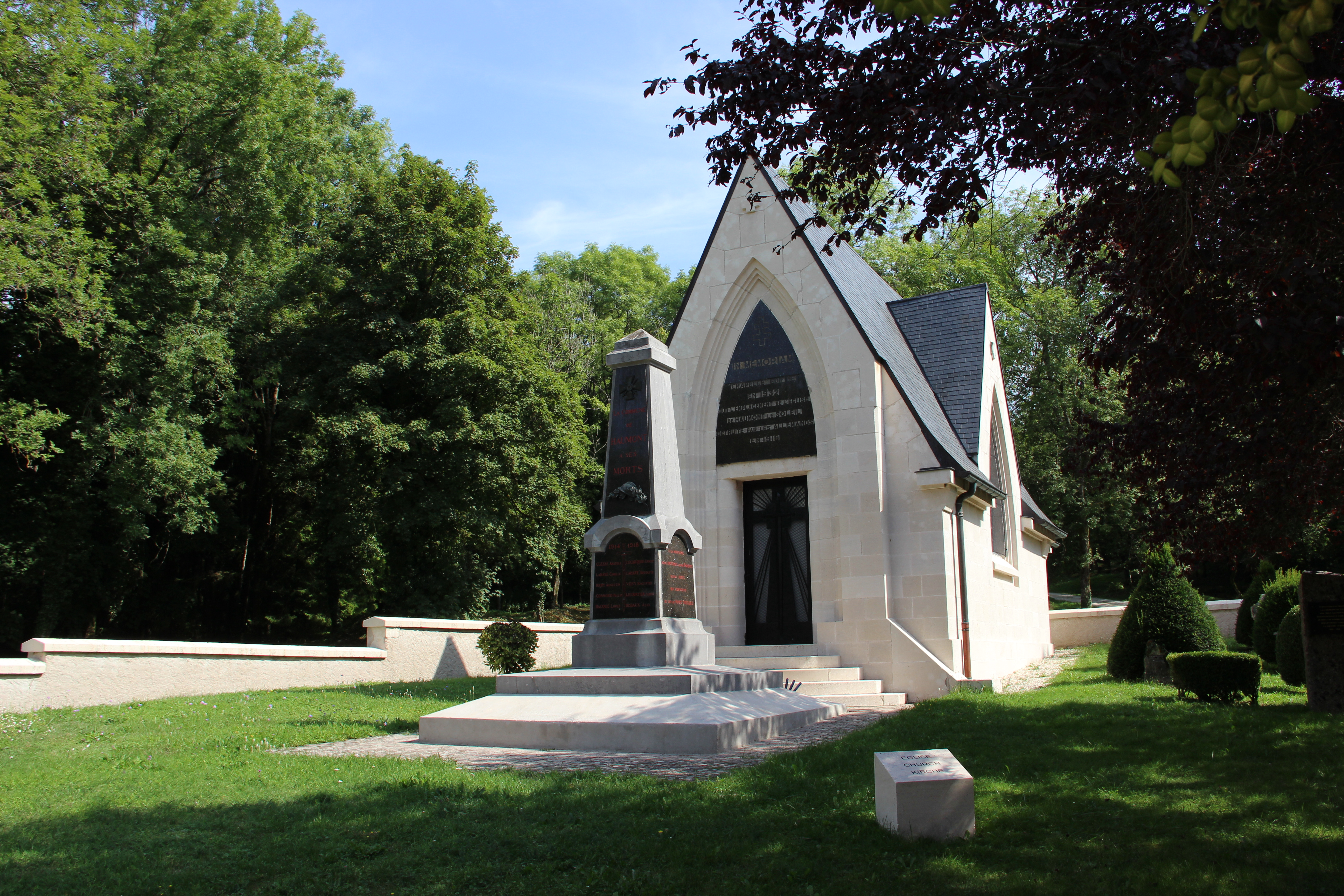
Kapelle Saint-Nicolas